# مروحة الطرد المركزي

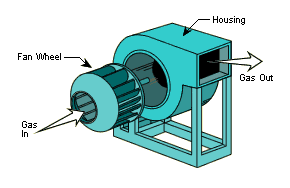
مكونات مروحة الطرد المركزي

النافخ أو مروحة الطرد المركزي وتدعى أحيانا بالمروحة ذات القفص السنجابي, هي آلة ميكانيكية تستعمل لدفع الهواء أو الغاز.

## أنواع اليات القيادة
هناك ثلاثة أنواع رئيسية هي:
- مراوح طرد مركزية بقيادة مباشرة.
- مراوح بقيادة عن طريق حزام
- مراوح تقاد بالية متغيرة